# 다니엘학교
다니엘학교는 서울특별시 서초구 내곡동에 소재하는 사립 특수학교이다. 발달장애 학생을 위한 교육환경을 만들기 위해 유치원, 초등학교, 중학교, 고등학교, 전공과 과정이 통합된 형태의 학교이다.

## 연혁
- 1974년 12월 13일 : 개교